# Курылюк, Кароль
Кароль Курылюк (пол. Karol Kuryluk; 27 октября 1910, Збараж — 1967, Будапешт) — польский журналист, редактор, активист, политик и дипломат. С 1956 по 1958 год министр культуры в правительстве Юзефа Циранкевича. Праведник народов мира.

## Биография
Родился 27 октября 1910 года в городе Збараж в восточной части Австро-Венгерской империи, Королевстве Галиции и Лодомерии. У него было три брата и четыре сестры.
После окончания гимназии в Збараже в 1930 году получил небольшую стипендию для изучения польского языка в Львовском университете. Знал много языков (польский, украинский, русский и немецкий), и во время учёбы давал частные уроки для заработка денег себе и семье.
В 1931 году встретился с писательницей и филантропом Галиной Гурской и стал участвовать в её проекте социальной помощи Akcja Błękitnych («Дело синих»), раздавая еду и одежду детям трущоб и помогая приютам для бездомных мальчиков. В университете протестовал против «скамейки гетто», созданной националистами для отделения поляков и евреев в лекционных залах, и встал на сторону еврейских и украинских студентов, которых избивали члены банд.
Работал в газете «Czerwony Sztandar», был редактором журналов «Sygnały» (1933—1939) и «Odrodzenia» (1944—1948).
После оккупации Львова наступавшими немецкими войсками летом 1941 года участвовал в антифашистском движении Сопротивления.
С 1956 по 1958 год занимал пост министра культуры в правительстве Юзефа Циранкевича. С 1959 по 1964 год был послом Польши в Австрии.
Был женат на поэтессе Мириам Коханы, которая во время войны сменила имя на Марию Грабовскую и публиковалась под именем Мария Курылюк. У них было двое детей, Эва Курылюк, ставшая художником и писателем, и Петр Курылюк, ставший переводчиком.
В сентябре 1967 года Кароль Курылюк перенёс сердечный приступ. Он прилетел на международную книжную ярмарку в Будапеште вопреки совету своего врача и умер там 9 декабря 1967 года.
Похоронен вместе со своей женой и сыном на военном кладбище Повонзки в склепе, созданном Евой Курылюк.

## Награды
Будучи пацифистом, оставался в стороне от военных действий и спасал евреев. Он прятал Пеппу Фрауэнглас и её сыновей в своей комнате в подвале. В 2002 году был удостоен звания Праведник народов мира от Яд ва-Шем.

## Галерея

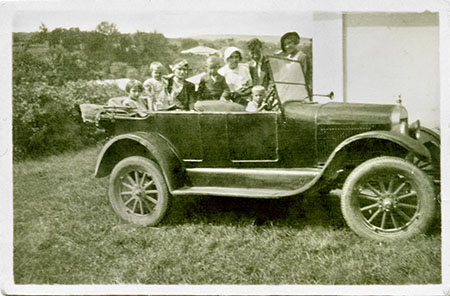
Кароль Курылюк, второй справа, со своими младшими братьями и сестрами и друзьями, которые пришли навестить его в Збараже, 1930 год.
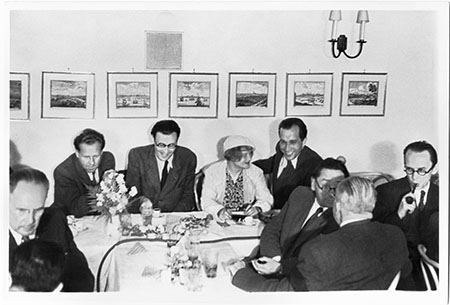
Редакция «Одродзени», в центре Мария Домбровская с К. Курылюком и Тадеушем Брезой, Краков, 1946 год.
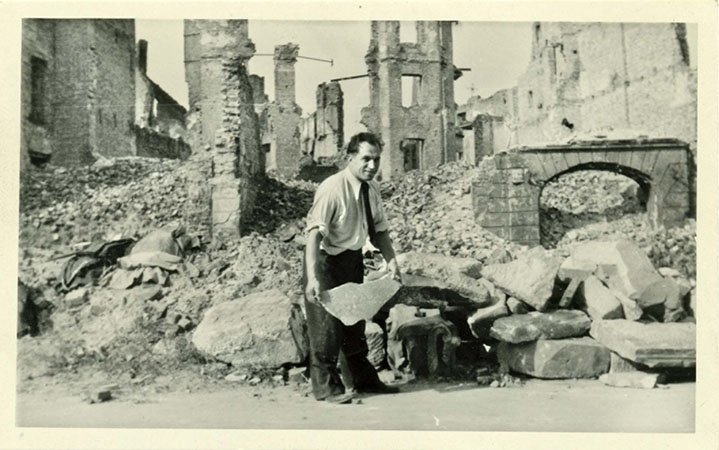
К. Курылюк на разборке развалин в послевоенной Варшаве, 1948 год.
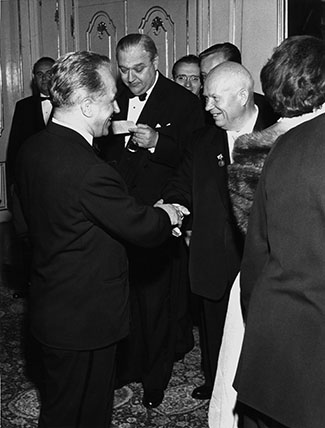
Находясь в Австрии, К. Курылюк был представлен Н. С. Хрущёву во время его встречи с Джоном Ф. Кеннеди в Вене, 1961 год.